# Xavier Lacroix

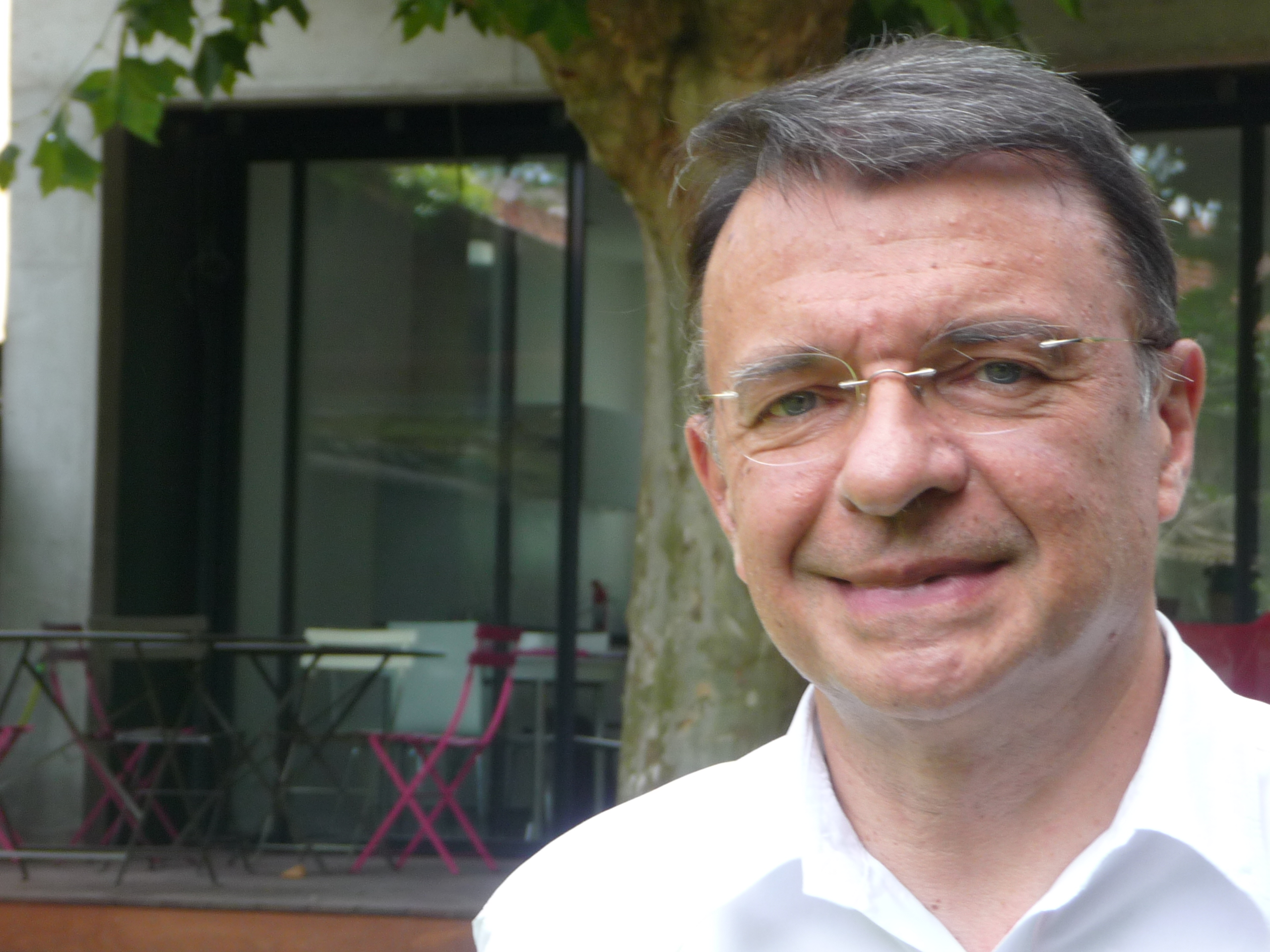
Xavier Lacroix (2010)

Xavier Lacroix (* 1947; † 29. Juni 2021) war ein französischer Philosoph und römisch-katholischer Moraltheologe.
Lacroix war Professor und von 1997 bis 2003 Dekan der Theologischen Fakultät der Katholischen Universität Lyon. Von 1986 bis 1994 war er Direktor des Instituts für Familienwissenschaften, Mitglied des Nationalrats für Familienseelsorge der Katholischen Kirche in Frankreich und von 2008 bis 2016 Mitglied der Nationalen Beratenden Ethikkommission Frankreichs. Bekannt wurde er mit seinen Werken über die Familie und die Liebe.
Lacroix war verheiratet und hatte drei Kinder. Er starb im Juni 2021 im Alter von 73 Jahren.

## Schriften (Auswahl)
- Le Mariage de L'amour. Bayard 1998, ISBN 2-227-31702-7 (Erstausgabe 1984)
- Le Corps de Chair. CERF 1992, ISBN 2-204-06644-3.
- Le Mariage. Atelier 1999, ISBN 2-7082-3443-9.
- De chair et de parole: Fonder la famille. Bayard 2007, ISBN 978-2-227-47647-9.
- La traversée de l'impossible: Le couple dans la durée. Vie Chretienne 2011, ISBN 978-2-918975-16-8.
- Corps Retrouve: Donner la vie, c'est la recevoir. Bayard 2021, ISBN 978-2-227-48491-7.